# Sixtus Sääf
Sixtus Sääf, född 17 oktober 1827 i Norrköping, död 1 november 1865 i Paris, var en svensk riksbankstjänsteman och målare.
Han var son till klädesfabrikören Jöran Sääf och Nanny Kolbenheijer samt brorson till Maria Schotte. Sääf blev student vid Uppsala universitet 1845 och avlade kameralexamen 1846 och anställdes som extra ordinarie tjänsteman vid riksbanken 1847. Om hans utbildning till konstnär är uppgifterna knapphändiga men man vet av signerade verk att han vistades utomlands där han målade både elevarbeten och egna konstverk. Han medverkade 1862 i en utställning arrangerad av Konstföreningen inom Östergöthland i Norrköping med ett par verk utförda i olja. Sääf är representerad vid Norrköpings konstmuseum.  